# Zonisamida
Zonisamida é um fármaco coadjuvante utilizado no tratamento da epilepsia.

## Mecanismo de ação
Bloqueio específico de canais de sódio e potássio, impedindo a atividade elétrica anormal produzida pela epilepsia.

## Efeitos colaterais[2]
- Anorexia
- Depressão
- Ataxia
- Sonolência
- Erupções cutâneas graves

## Nomes comerciais
- Zonegran®, da Eisai